# 楊栄

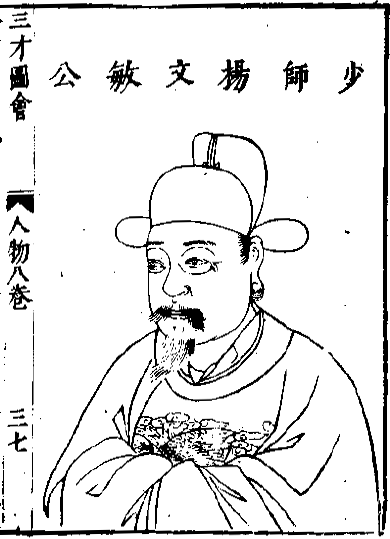
楊栄

楊 栄（よう えい、洪武4年（1371年） - 正統5年7月2日（1440年7月30日））は、明初の政治家。字は勉仁。最初の名は楊子栄。『明史』巻148に伝がある（楊士奇・楊溥との合伝）。

## 略歴
建寧府建安県出身で建文2年（1400年）の進士。永楽帝に抜擢され内閣に加えられ、永楽16年（1418年）から6年間内閣大学士（首輔）を務めたほか、その前後も重臣として仕えた。同時代に相次いで内閣大学士を務めた楊士奇・楊溥と「三楊」と称せられ、永楽・洪熙・宣徳・正統の四代にわたって朝廷の重鎮であった。文学においても台閣体の創始者として知られている。その一方、宣徳帝が胡皇后を廃した際には、帝の意を迎えてありもしない皇后の罪を並べ立てかえって叱責されている（皇后を代えたいと望みその理由を考えるようにと言ったのは宣徳帝本人であるが、楊栄の並べた「皇后の罪状」が明らかに冤罪であったためかえって皇帝の機嫌を損ねたもの）。正統5年（1440年）7月に病死。太師を追贈され文敏と諡された。